# Giannini
Giannini é uma empresa brasileira fabricante de instrumentos musicais, com destaque no ramo de instrumentos de cordas. Foi fundada em 1900 pelo luthier italiano Tranquillo Giannini.
Remontando ao período de sua fundação, Tranquillo Giannini, imigrante italiano desembarcou no Brasil aos 20 anos, durante um período compreendido entre 1850 e 1913 aonde diversos imigrantes europeus chegaram ao Brasil, em busca de oportunidades e que trouxeram em suas bagagens conhecimento prévio do comércio e de processos industriais, além de contar com a expertise de negócios que já eram desenvolvidos em seus países de origem.
Desta forma, enxergando no Brasil uma terra promissora para o desenvolvimento de novos mercados, uma série de empresas surgiram, dentre elas a “Grande Fábrica de Instrumentos de Cordas de Tranquillo Giannini – Ao Violão Moderno”.
Em 1900, é iniciada a construção da primeira fábrica de instrumentos musicais acústicos da empresa; um sonho antigo de seu fundador que há época era um renomado luthier. Até então os violões eram fabricados na própria residência de Tranquillo. Localizada na Rua São João, região central da cidade de São Paulo, o local contava com 150 m² e os primeiros violões ali produzidos eram feitos totalmente a mão. Com o investimento inicial Tranquillo Giannini fez a aquisição de alguns equipamentos essenciais para a fabricação dos instrumentos, bem como contratou os primeiros colaboradores da empresa. A produção deste início de trabalho resultou na fabricação de 2.500 violões por ano.
Um dos principais desafios da época era a introdução do violão na sociedade paulistana, que identificava as pessoas que tocavam o instrumento como boêmios marginalizados. Os violões, porém foram bem aceitos e o mercado em princípio focado em atender apenas São Paulo experimentou sua primeira expansão, chegando ao Rio de Janeiro. A qualidade dos instrumentos produzidos era muito boa e o próprio Tranquillo Giannini se encarregava de fazer a propaganda no meio artístico e boêmio.
Mesmo que o Violão naquela época ainda fosse visto como algo marginalizado, a pequena fábrica da rua São João ficou pequena, o que gerou a mudança para um novo local, que contava com 20 colaboradores e algumas máquinas novas. A empresa passou a produzir 6.500 instrumentos anuais e as entregas muitas vezes eram realizadas na base da caminhada, onde as pessoas carregavam de três a quatro violões nas costas e outros dois nas mãos. A fábrica que deu início a trajetória da Tranquillo Giannini transformou-se em depósito. 
Nos idos de 1920 operando apenas com recursos próprios e reinvestindo os lucros, em pouco tempo a empresa triplica a produção de instrumentos e surge uma nova demanda: Escolas voltadas para o aprendizado de violão, uma vez que concertos eram realizados em casas de família e os mesmos passaram a atrair virtuoses do violão, como Américo Jacomino. Com a crescente aceitação por parte das famílias pelo instrumento, um novo prédio é construído para abrigar as instalações da Tranquillo Giannini, na Rua dos Gusmões, região central da cidade, em que a previsão era produzir dois mil violões mensais e que mantinha proximidade com a antiga fábrica.
Em 1924 um acontecimento acaba por abalar as previsões de produção que a empresa havia traçado para o período. A eclosão de uma revolução, que acabou por paralisar quase que totalmente o comércio em São Paulo. A situação durante este período beirou o caos, pois não entrava e saia matéria-prima e nem produção. Em decorrência desta paralisação houve um corte de colaboradores, estocagem de violões e quedas nas vendas, em um quadro que se juntava com a recente mudança para a nova fábrica. Ao final da revolução a empresa concentrou esforços na abertura de mercados (passou a distribuir nas cidades de Curitiba, Belo Horizonte, Salvador e Recife) e no aumento da previsão, para que os prejuízos pudessem ser recuperados.
Com a entrada nestes estados, a empresa passou a ser mais conhecida e a demanda por instrumentos tornou a crescer, o que em 1930 levou a Tranquillo Giannini a mudar de endereço novamente. Desta vez seguia para o bairro de Perdizes, na região oeste de São Paulo. Uma nova Revolução assolava o país, e a Giannini teve de reduzir drasticamente a produção, o que obrigou a companhia a tomar medidas drásticas para retomar o rumo de crescimento. O mercado do interior do estado de São Paulo passou a ser visto como prioritário para a recuperação, o que levou a Giannini para Jundiaí, Campinas, Ribeirão Preto, Santos e Sorocaba.
O enfrentamento de crises trouxe a empresa e a seu fundador uma expertise que poucos tinham naquele período. Em menos de 10 anos a empresas enfrentou duas revoluções e soube como se recuperar das consequências que os movimentos traziam consigo. Desta forma durante o período em que ocorreu a Segunda Guerra Mundial, a Tranquillo Giannini contava com um estoque de matérias-primas importadas, como aço e pinho sueco para o tampo de violões, o que permitiu a empresa atravessar o período com tranquilidade e sem grandes problemas, quando em 1945 as importações voltaram a ocorrer normalmente.
Em 1938, antes do período em que se deu a Segunda Guerra Mundial, Tranquillo montou uma pequena metalúrgica, visando diminuir a dependência das importações dos encordoamentos e tarraxas, que eram a princípio utilizados para consumo próprio. Tal percepção auxiliou no processo para que as cordas passassem a ser vendidas no mercado, tanto que em 1940 a primeira fábrica de encordoamentos nasce.

No ano de 1952, o fundador da “Grande Fábrica de Instrumentos de Cordas Tranquillo Giannini – Ao Violão Moderno” vem a óbito, e sua esposa Stela Coen Giannini assume a presidência da empresa, e a administração das áreas é distribuída para diversos diretores. Em 1954, Giorgio Coen Giannini, sobrinho do fundador ingressa no negócio familiar e após passar dois anos trabalhando em todas as áreas da empresa, para conhecer de forma plena o funcionamento da companhia em todas as suas divisões, assume a Diretoria Comercial em 1956. 
Os anos 60 trouxeram a Giannini um de seus melhores momentos, muito em conta pela contribuição que os movimentos musicais da Bossa Nova e Jovem Guarda trouxeram à sociedade. A Bossa Nova passa a ser gravada por músicos de jazz e até por nomes como Frank Sinatra, após o estrondoso sucesso do , Festival de Bossa Nova ocorrido no Carnegie Hall em Nova York. A mesma época, Tom Jobim e Vinícius de Moraes compõem “Garota de Ipanema”. Pouco tempo depois, o “Rei” Roberto Carlos, o “Tremendão” Erasmo Carlos e a “Ternurinha” Wanderléa, passaram a formar a santíssima trindade do movimento que passou a ser chamado de Jovem Guarda, e que celebrrou 50 anos de sua criação em 2015.
Ainda em 1960, a Tranquillo Giannini S.A (a empresa foi nacionalizada em 1948, transformando-se em uma sociedade anônima) inicia a fabricação de violões elétricos e é registrada a primeira exportação de instrumentos para a Argentina (foram enviados 25 mil violões em dois anos).

Durante a segunda metade da década 60, os músicos brasileiros não dispunham de acesso aos Amplificadores de qualidade profissional, e havia certa dificuldade em importar tal equipamento. Enxergando uma grande oportunidade, a Giannini começa a desenvolver equipamentos equivalentes aos melhores importados daquele período, trazendo para seu time mão-de-obra especializada e dando vida a uma fábrica voltada somente a construção de eletrônicos. O primeiro modelo a ser lançado, foi o Tremendão, que marcou época e é saudado até os dias de hoje por muitos músicos, por sua sonoridade. Neste período, outros grandes ícones foram lançados, como as guitarras Gemini, Supersonic e Apollo, que inclusive ganharam reedições com o passar dos anos.

Era difícil encontrar um músico que não tenha história com algum instrumento fabricado pela Giannini e que não tenha iniciado seus estudos utilizando um violão Tranquillo Giannini. Muitos instrumentos eram passados de pai para filho e muitos músicos de renome a exemplo de Frejat se inspiraram em artistas como Pepeu Gomes, que durante o período dos Novos Baianos utilizava uma guitarra Giannini.
Outra iniciativa inovadora lançada no decorrer dos anos 60, mais precisamente em 1967 foi a Magazine Violão e Mestres, que era distribuída de forma gratuita as pessoas interessadas, como forma de homenagear violonistas e como contribuição à divulgação do violão e sua música.

No ano de 1969, um dos instrumentos mais adorados por músicos ao redor do mundo, a Craviola®, é concebida. Uma ideia conjunta de Giorgio Giannini e do violonista Paulinho Nogueira, que enquanto faziam um lanche e conversavam sobre os modelos de violões disponíveis naquele período, começaram a desenhar em guardanapos algumas possibilidades de shapes diferenciados, até chegarem ao desenho que a tantos admiradores e músicos causa encantamento.
A Craviola® é um produto exclusivo da Giannini, patenteado internacionalmente. O nome do instrumento só nasceu após a construção do primeiro protótipo, que era um modelo de 12 cordas e como os encordoamentos utilizados para o teste eram em sua maioria de viola, obteve-se este resultado sonoro, que acabou por contribuir com nome do instrumento. Como não tinha ideia de que tipo de alteração sonora a forma inusitada proporcionaria, Paulinho só notou que o som era único após tocar o primeiro modelo. “Eu só fui ter essa noção mesmo depois que ela ficou pronta. Como parecia um pouco do som de cravo e um pouco de viola, nasceu o nome evidente. Nos Estados Unidos eles gostaram muito desse nome, caiu bem para eles.”
Desde seu lançamento, diversos músicos notáveis usaram a Craviola® ao redor do mundo, entre eles Jimmy Page, Bill Witers, Robert Plant, Linda Perry e Andy Summers.

Luiz Bonfá - Craviola Giannini

Chegada à década de 70, a empresa muda-se da Alameda Olga, onde permaneceu por 40 anos para a Rua Carlos Weber, região da Vila Leopoldina, na Zona Oeste de São Paulo para uma área de 8.000 m² que conta com 1000 colaboradores. A ocasião é lançada uma linha completa de guitarras, baixos, amplificadores, PAs e mixers. 
Mirando o futuro, à época Giorgio Coen Giannini, presidente da empresa comprou um terreno de 240 mil m² no município paulista de Salto, bem próximo da rodovia que faz a ligação entre os municípios de Itu e Campinas. A escolha do local se dá estrategicamente, pelo fácil acesso a capital paulista e por estar cercado das principais rodovias que fazem a ligação entre estados e antes que toda a estrutura saísse da capital rumo ao interior do estado o local era destinado a metalurgia, fabricação de cordas, corte, tratamento e secagem das madeiras.
Os anos 80 trouxeram novos desafios a Giorgio Giannini. Como vender instrumentos em um país que tem paixão pela música, mas que ao mesmo tempo não a cultiva? E como se preparar para os desafios que estavam ligados às revoluções e às transformações sociais?
Em entrevista concedida à Gazeta Mercantil em 1984, Giorgio disse que é “preciso estarmos preparados para uma nova época, quando mudanças econômicas e políticas levarão o ensino da música no Brasil a ser considerado com maior interesse”. A fala em questão tinha como principal objetivo dar vazão a uma meta. A difusão da música no meio familiar, na comunidade, como cultura, lazer e entretenimento.
Tal percepção levou a empresa a fazer um investimento de 6% de seu faturamento para as áreas de Marketing e Pesquisa Tecnológica, tendo como mote a difusão da ideia de que um instrumento musical leva a criança a adquirir coordenação motora e traz ao jovem um entretenimento sadio.
Giorgio Giannini acreditava que o melhor veículo de promoção dos instrumentos eram as escolas de música, a afirmação foi feita com base nos índices de vendas de instrumentos para países onde a música integrava a grade curricular das escolas. Aos poucos o Brasil passou a evoluir nas questões pertinentes as práticas de Marketing voltadas ao mercado musical, uma vez que os investimentos feitos em pesquisa tecnológica eram sempre realizados, visando à melhora dos produtos e o avanço constante nas formas de chegar ao produto final. Em Junho de 1984, aconteceu em São Paulo a 1º Feira Nacional de Brinquedos e Instrumentos Musicais (Abrim), que tinha como promessa a criação de um novo canal para venda de instrumentos, uma vez que o evento era focado exclusivamente em compradores, que vinham de todo o Brasil e também do exterior e que mais tarde, por conta de uma ramificação passaria a ser chamada de Expomusic, feira a qual a Giannini participa desde sua primeira edição.
As exportações seguiam em crescente. Desde seu início em 1961, os canais se multiplicavam e consolidavam o nome da Giannini no mercado externo. Países como Estados Unidos, França, Itália e Alemanha (vale destacar a participação na Feira de Frankfurt, e na NAMM em Los Angeles que gerou diversos negócios a empresa) já contavam com os instrumentos e acessórios da Giannini e em mercados como o francês e italiano a aceitação era maior, pois os ritmos brasileiros eram mais aceitos nestes locais.
O marketing voltado a este mercado atuava com a nomeação de distribuidores que teriam exclusividade na distribuição da marca, uma vez que a empresa já contava com 23 anos de divulgação ininterrupta. Já as ações voltadas ao marketing no mercado interno, visavam o fortalecimento da rede de pontos de venda.
Os acontecimentos da década de 80 ainda contemplavam o lançamento da linha de eletrônicos, com a fabricação de órgãos de uso doméstico e teclados. O órgão Poème III foi pioneiro em toda a América Latina na utilização de microprocessadores com tecnologia MOS/LSI e software exclusivos, acompanhamentos exclusivos que simulavam perfeitamente o acompanhamento de uma orquestra, e era indicado para profissionais, iniciados e para igrejas. Acompanhavam este grande lançamento, o órgão eletrônico Toccata 49, que além de portátil contava com amplificação própria e era altamente indicado para iniciantes e pessoas que já tinham algum conhecimento.